# Qualsevol altra cosa
Qualsevol altra cosa (títol original en anglès: Anything Else) és una pel·lícula estatunidenca del 2003 dirigida per Woody Allen. Va ser doblada al català.

## Argument
Jerry Falk (Biggs) és un aspirant a escriptor que viu a Nova York, que s'enamora a primera vista d'Amanda (Ricci) amb qui comença una aventura. Amb el temps li ho explicarà la seva xicota per aconseguir que el deixi, ja que Falk no pot posar fi a les relacions. A la recerca d'assessorament, Jerry parla amb un vell artista (Allen), que actua com el seu oracle - i això inclou tractar d'ajudar-lo a resoldre la seva vida romàntica.

## Repartiment
- Jason Biggs: Jerry Falk
- Christina Ricci: Amanda Chase
- Woody Allen: David Dobel
- Stockard Channing: Paula Chase
- Danny DeVito: Harvey Wexler
- Jimmy Fallon: Bob
- KaDee Strickland: Brooke
- Erica Leerhsen: Connie
- Adrian Grenier: Ray Polito
- David Conrad: Dr. Phil Reed